# Vidolm
Vidolm – wieś w Rumunii, w okręgu Alba, w gminie Ocoliș. W 2011 roku liczyła 72 mieszkańców.